# Fenaïa Ilmaten
Fenaïa Ilmaten è un comune dell'Algeria, situato nella provincia di Béjaïa.